# ثعابين السودان

## ثعابين السودان

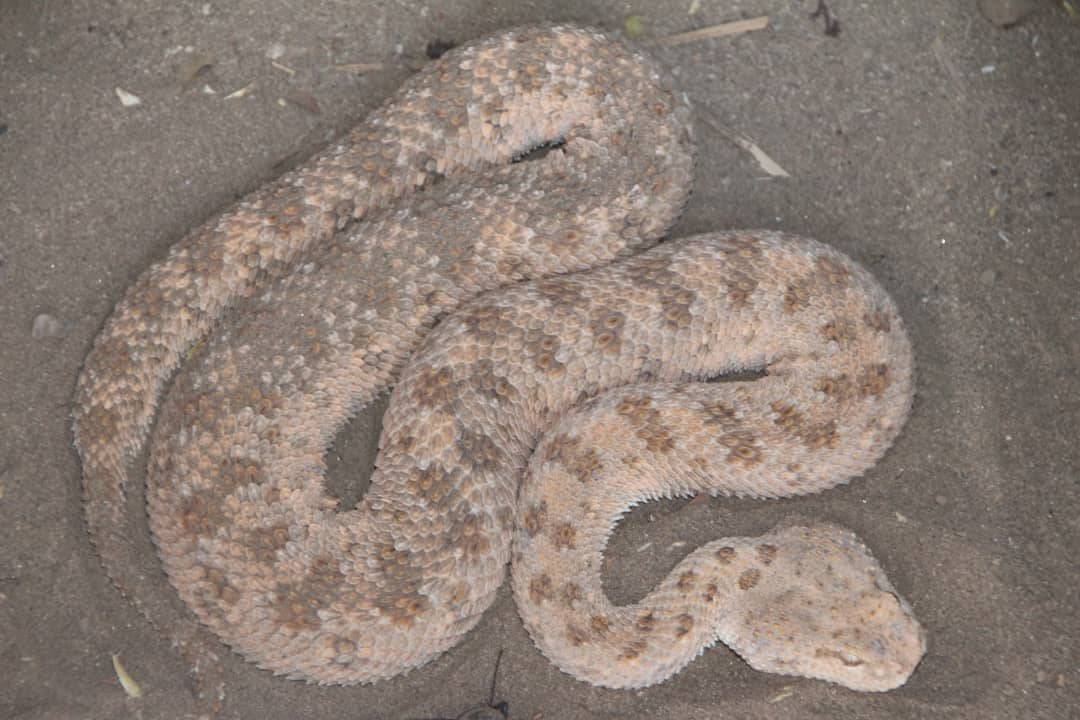
افعى الصحراء القرناء(أبوقرون)

رتيبة من الزواحف، من ذوات الدم البارد أو (خارجيات الحرارة) يتبع رتيبة Serpentes من رتبة الحرشفيات له جسم متطاول، مغطى بحراشف، ولا توجد له أطراف، أو أذنين خارجيتين، وجفون ولكن ثمة حواف في جسمه، يعتقد أنها كانت تمثل أطرافه التي تلاشت. من آكلات اللحوم يتواجد منه على الأرض 2700 نوع، تنتشر في جميع القارات، عدا قارة أنتاركتيكا وهي تتواجد بمختلف الأطوال من 10سم للثعابين الصغيرة إلى عدة أمتار للثعابين الكبيرة، مثل الأصلة والأناكوندا التي قد يصل طولها إلى 6،95م. معظم أنواع الثعابين غير سامة، أما الأنواع السامة، فتستخدم السمية بشكل أساسي لقتل الفريسة أو إخضاعها أو للدفاع عن نفسها، إذ أن كمية قليلة من سم الثعبان كافية لإحداث أضرار شديدة للضحية أو حتى التسبب بالموت للإنسان. يعتقد العلماء أن الثعابين تربطها علاقة قرابة بالسحالي، وهي تكيفت للتخفي في الجحور والصخور، مثلما تفعل السحالي أثناء العصر الطباشيري ومع ذلك يفترض بعض العلماء أن الثعابين أصولها مائية. وهذا التعدد في أنواعها ظهر خلال عصر الباليوسيني.[بحاجة لمصدر]

### الثعابين في السودان

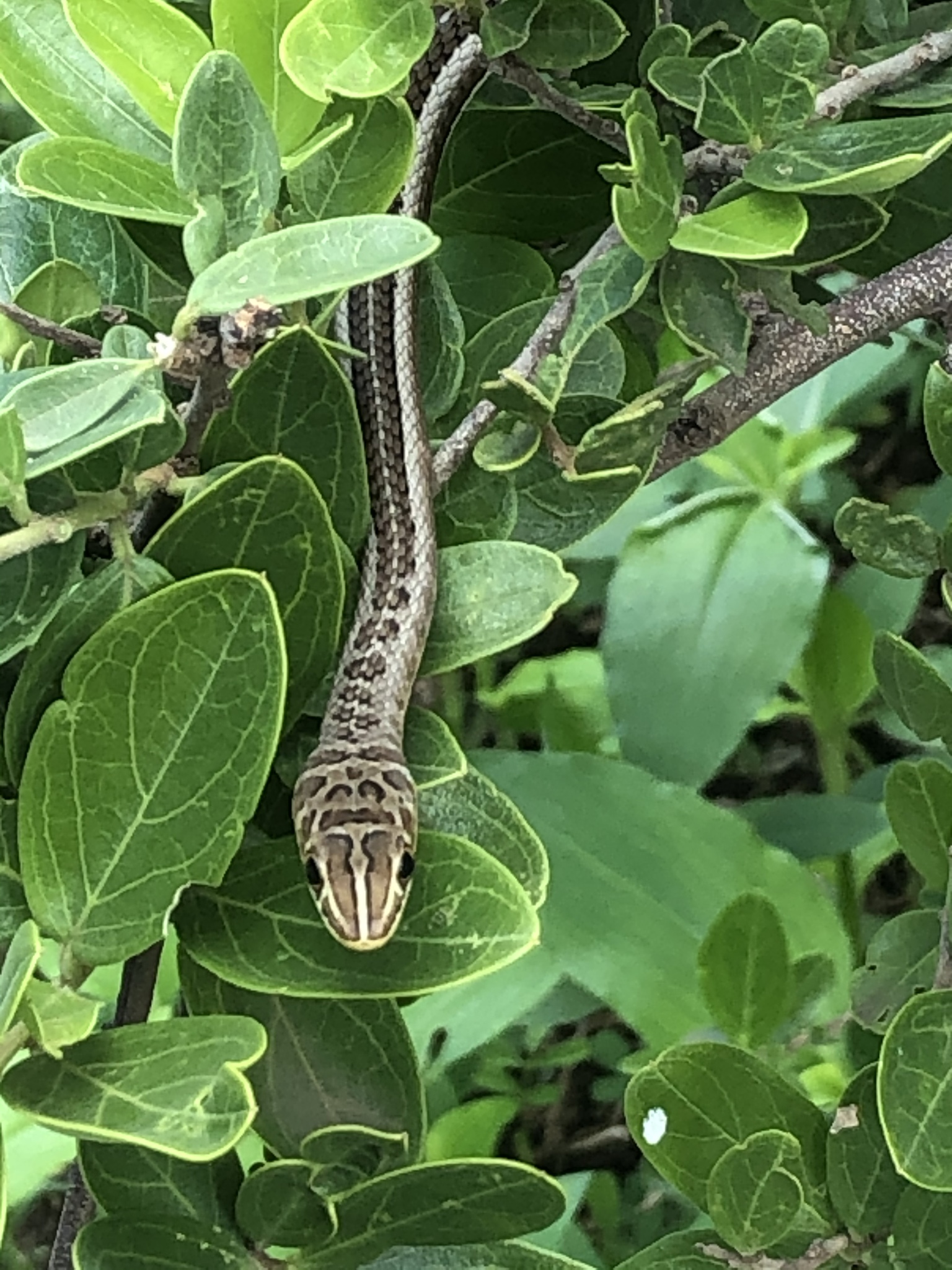
ثعبان الرمل سوداني/ نوع بساموفيس

يوجد بالسودان ثلاث عوائل من الثعابين السامة وهي Viperidae, Elapidae وAtractaspidae و التي تضم أكثر من 20 نوع تختلف في تأثيرها وسميتها وتوزيعها الجغرافي بالسودان، كما توجد العديد من العوائل متوسطة السمية وغير السامة والتي تمثل أكثزمن 70% من العدد الكلي للثعابين في السودان.

### قائمة مبدئية لثعابين السودان[بحاجة لمصدر]
القائمة أدناه تضم الأسماء العلمية اللاتينية وتاريخ أول إكتشاف للنوع عالميا.
- Atractaspis irregularis (REINHARDT, 1843)
- Atractaspis magrettii SCORTECCI, 1928
- Atractaspis phillipsi BARBOUR, 1913
- Bitis arietans MERREM, 1820
- Bitis gabonica DUMÉRIL, BIBRON & DUMÉRIL, 1854
- Bitis nasicornis (SHAW, 1802)
- Causus maculatus (HALLOWELL, 1842)
- Causus resimus (PETERS, 1862)
- Causus rhombeatus (LICHTENSTEIN, 1823)
- Cerastes cerastes LINNAEUS, 1758
- [1]Cerastes vipera Linnaeus, 1758
- Crotaphopeltis degeni (BOULENGER, 1906)
- Dasypeltis atra STERNFELD, 1912
- Dasypeltis scabra (LINNAEUS, 1758)
- Dendroaspis jamesoni (TRAILL, 1843)
- Dipsadoboa weileri (LINDHOLM, 1905)
- Echis pyramidum (GEOFFROY SAINT-HILAIRE, 1827)
- Elapsoidea laticincta (WERNER, 1919)
- Elapsoidea loveridgei PARKER, 1949
- Elapsoidea semiannulata BOCAGE, 1882
- Eryx colubrinus (LINNAEUS, 1758)
- Eryx muelleri (BOULENGER, 1892)
- Eryx colubrinus (LINNAEUS, 1758)
- Leptotyphlops emini (BOULENGER, 1890)
- Letheobia pallida COPE, 1868
- Letheobia sudanensis (SCHMIDT, 1923)
- Lycophidion capense (SMITH, 1831)
- Lycophidion depressirostre LAURENT, 1968
- Lycophidion ornatum PARKER, 1936
- Malpolon insignitus (GEOFFROY DE ST-HILAIRE, 1827)
- Malpolon moilensis (REUSS, 1834)
- Malpolon monspessulanus (HERMANN, 1804)
- Myriopholis braccianii (SCORTECCI, 1929)
- Myriopholis cairi (DUMÉRIL & BIBRON, 1844)
- Myriopholis macrorhyncha (JAN, 1860)
- Naja haje (LINNAEUS, 1758)
- Naja melanoleuca HALLOWELL, 1857
- Naja nigricollis REINHARDT, 1843
- Naja nubiae WÜSTER & BROADLEY, 2003
- Naja pallida BOULENGER, 1896
- Natriciteres olivacea (PETERS, 1854)
- Philothamnus angolensis BOCAGE, 1882
- Philothamnus battersbyi LOVERIDGE, 1951
- Philothamnus bequaerti (SCHMIDT, 1923)
- Philothamnus heterolepidotus (GÜNTHER, 1863)
- Philothamnus irregularis (LEACH, 1819)
- Philothamnus semivariegatus (SMITH, 1840)
- Platyceps florulentus (GEOFFROY-ST-HILAIRE, 1827)
- Platyceps rhodorachis (JAN, 1865)
- Platyceps tessellata (WERNER, 1910)
- Psammophis biseriatus PETERS, 1881
- Psammophis lineatus (DUMÉRIL, BIBRON & DUMÉRIL, 1854)
- Psammophis orientalis BROADLEY, 1977
- Psammophis punctulatus DUMÉRIL & BIBRON, 1854
- Psammophis schokari (FORSKAL, 1775)
- Psammophis sibilans (LINNAEUS, 1758)
- Psammophis subtaeniatus PETERS, 1882
- Psammophis sudanensis WERNER, 1919
- Python regius (SHAW, 1802)
- Python sebae (GMELIN, 1789)
- Rhamphiophis oxyrhynchus (REINHARDT, 1843)
- Rhamphiophis rostratus PETERS, 1854
- Rhamphiophis rubropunctatus (FISCHER, 1884
- Telescopus dhara (FORSKAL, 1775)
- Telescopus gezirae BROADLEY, 1994
- Telescopus obtusus (REUSS, 1834)
- Tricheilostoma dissimilis (BOCAGE, 1886)

## الأسماء المحلية لبعض أنواع الثعابين في السودان
تختلف الأسماء المحلية للثعابين في السودان بإختلاف المناطق فقد نجد ان هنالك أكثر من أسم نفس النوع في المناطق المختلفة، منها النوامة، الوشاشة، أبوقرون، أم شديقات، البرل، ابدرق، ابدرق الجدادي، وجودة، وابو عشره دقايق 

## المحتويات
الثعابين
ثعابين السودان
التوزيع الجغرافي للثعابين في السودان
لدغات الثعابين في السودان